# Rudolf Botha
Rudolf Phillip Botha (Ciudad del Cabo, 21 de marzo de 1942) es un lingüista sudafricano, profesor emérito de lingüística general de la Universidad de Stellenbosch y profesor honoris causa de la Universidad de Utrecht. Sus aportes académicos se concentran en el campo de la filosofía del lenguaje y la epistemología de la lingüística, como también en el área de la gramática y fonología generativas. Sus contribuciones más recientes son en el campo de la evolución del lenguaje.
En 2024 publicó el artículo Did Homo erectus Have Language? The Seafaring Inference, en el que plantea la posibilidad de que el homínido extinto homo erectus —antecesor del homo sapiens que habitó el planeta hace unos doscientos millones de años— haya poseído una forma primitiva de lenguaje. Botha fundamenta su hipótesis en el hecho comprobado de que el homo erectus llegó a territorios insulares inalcanzables sin dominio de la navegación, la que a su vez requeriría de una organización social más compleja que la hasta ahora supuesta, trabajo de equipo y, probablemente, habilidades lingüísticas. La publicación ha reanimado la discusión académica sobre los orígenes del lenguaje. 

## Publicaciones (selección)
- 1980 Methodological bases of a progressive mentalism (DOI: 10.1007/BF00413715)
- 1984 Morphological mechanisms : lexicalist analyses of synthet (ISBN 0-08-031820-7)
- 1989 Challenging Chomsky: The Generative Garden Game (ISBN 978-0631166214)
- 2009 Botha, Rudolf y Knight, Chris The Cradle of Language: 12 (Studies in the Evolution of Language) (ISBN 978-0199545865)
- 2013 The Evolutionary Emergence of Language: Evidence and Inference (Oxford Studies in the Evolution of Language) (ISBN 978-0199654857)
- 2016 Language Evolution: The Windows Approach (Approaches to the Evolution of Language) (ISBN 978-1107135130)
- 2017 Botha, Rudolf y Winckler, Walter K. The Justification of Linguistic Hypotheses : A Study of Nondemonstrative Inference in Transformational Grammar (ISBN 978-90-279-2542-8)
- 2017 The Conduct of Linguistic Inquiry : A Systematic Introduction to the Methodology of Generative Grammar (ISBN 978-3-11-082294-6)
- 2018 The Methodological Status of Grammatical Argumentation (ISBN 978-3-11-087240-8)
- 2018 Methodological Aspects of Transformational Generative Phonology (ISBN 978-3-11-087239-2)
- 2024 Did Homo erectus Have Language? The Seafaring Inference (DOI:10.1017/S0959774324000118)